# ادیپ شهریار

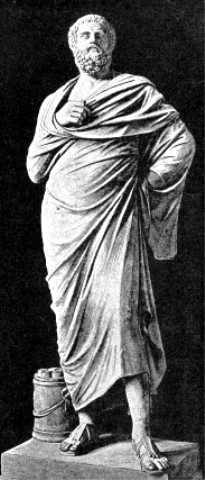
سوفوکل

ایدیپ شهریار (به یونانی: Oἰδίπoυς τύραννoς، تلفظ: ایدیپوس تیرانُس= ایدیپ جبار) قسمت اول از سه‌گانهٔ ایدیپ در کولونوس و آنتیگونی از تراژدی «افسانه‌های تبای» نوشته نمایش‌نامه‌نویس یونانی سوفوکل که در ۴۲۹ پیش از میلاد به روی صحنه رفت. این تراژدی دنیای دوگانه و ناهمساز خدایان و آدمیان است که هر یک قوانین خاص خود را دارند. به عبارت دیگر مسئله‌ای که در این تراژدی مطرح می‌شود، برخورد بشر است با تقدیر.

## داستان نمایشنامه

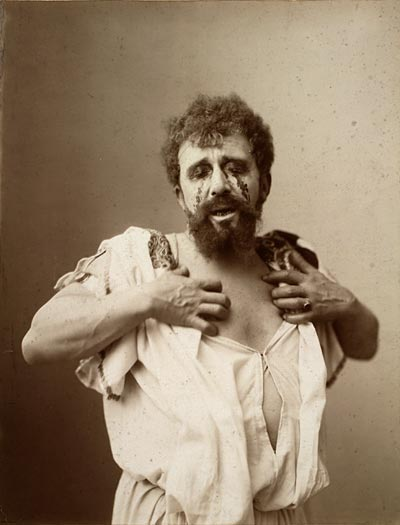
«گرینرآلبرت» درنقش ادیپ - ۱۸۹۶

تقدیر چنین مقرر کرده‌است که ایدیپ شهریار جویا و پویا و پرتکاپو، پدر خود را بکشد و با مادر خویش هم بستر شود. فرمانی است ظالمانه و دوزخی. این حکم را پدر و مادر ایدیب دریافته‌اند و برای گریختن از آن ایدیپ کودک را به چوپانی می‌سپارند که جانش را بگیرد. اما اگر ریختن خون طفلی بر پدر و مادر دشوار می‌آید، بر چوپان ساده دل نیز آسان نیست؛ بر لبخند معصومانهٔ کودک رقت می‌آورد و او را به چوپانی دیگر از دیار «کرینت» می‌سپارد. شبان دوم او را نزد شاه کشور خود می‌برد و کودک در دربار این شاه بزرگ می‌شود. ایدیپ در دوران جوانی به وسیلهٔ هاتفان از سرنوشت خود آگاه می‌شود و چون پدرخوانده و مادرخوانده‌اش را پدر و مادر حقیقی خود می‌پندارد، برای گریز از سرنوشت از دیار آنان می‌گریزد. در راه به گردونهٔ پیرمردی می‌رسد و پس از گفتگو مختصر، پیرمرد را (که پدر واقعی او بوده) می‌کشد و به سوی شهر تب پیش می‌تازد بر دروازهٔ این شهر از دیرگاه ابوالهولی است که از مردمان معمائی می‌پرسد و چون آنان در پاسخ در می‌مانند طعمهٔ مرگ می‌شوند. ایدیپ معمای ابوالهول (نماینده تقدیر) را فاتحانه جواب می‌گوید و ابوالهول مقهور بر خاک می‌افتد. ساکنان شهر تب به پاس این گره‌گشائی، شهریاری دیار خود را به ایدیپ می‌بخشند و دست ملکهٔ شهر (مادر ایدیپ) را در دست او می‌گذارند. پس از سال‌ها فرمانروائی مرگ و طاعون بر این شهر فرود می‌آید و چون ایدیپ سبب این فاجعه را از معبد کاهنان آپولو می‌پرسد، پاسخ می‌شنود که گناهکار باید از میانه برخیزد، گناهکاری که پدر خود را کشته و با مادر، هم‌بستر شده‌است ایدیپ در جستجوی این گناهکار پلید پس از ماجرائی که در نمایشنامه باید در سرانجام به خود می‌رسد و چشمهای جهان بین خویش را بر می‌کند.

## قسمتی از نمایشنامه

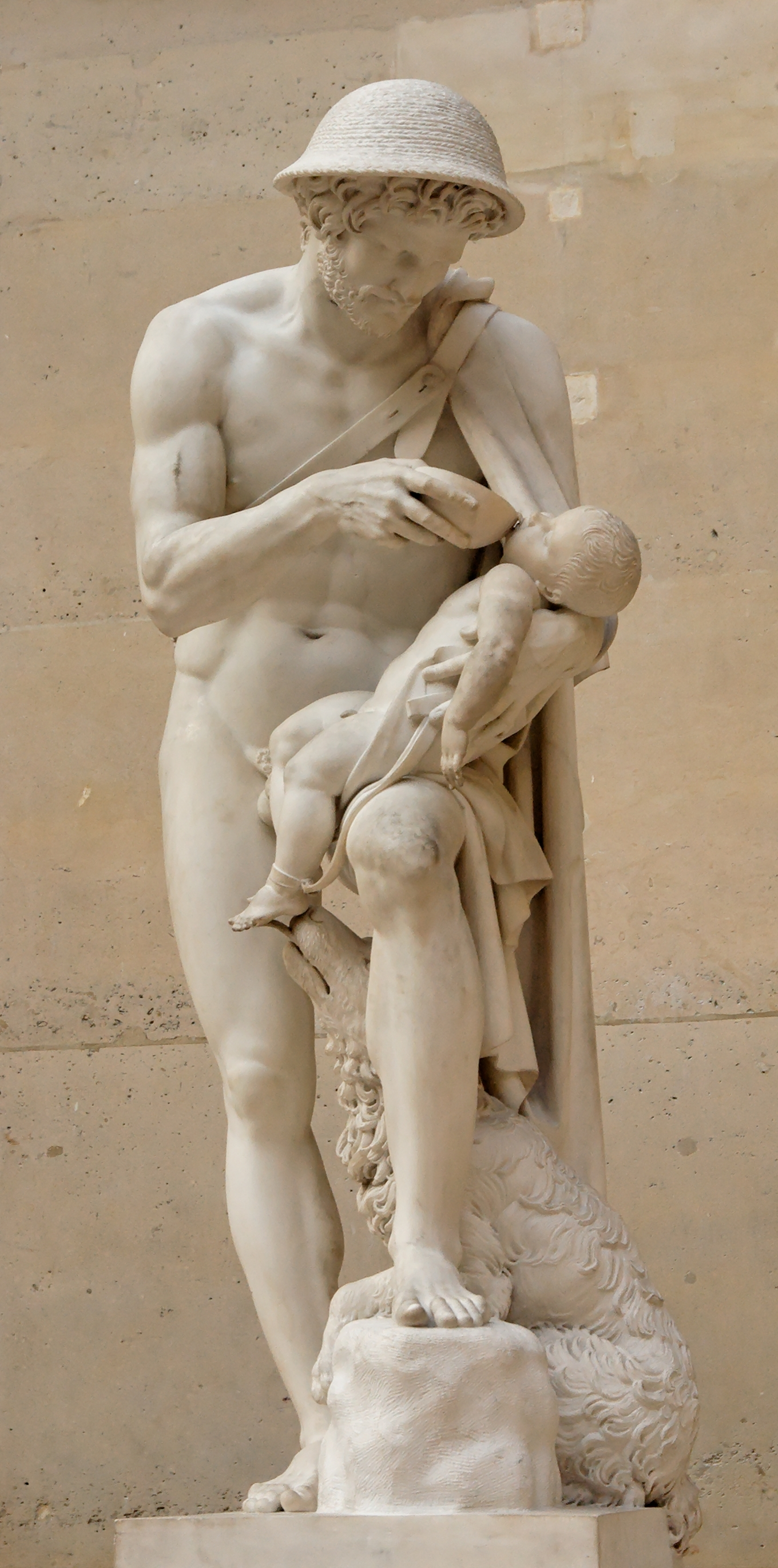
آنتوان دنیس چاودت - ادیپ و چوپان - ۱۸۰۱

.همسرایان: می‌خواهیم حقیقت هیاهویی را که تا به امروز بر سر زبان هاست بدانم
..ایدیپوس: وای بر من
.همسرایان: آرام باش تمنا می‌کنم
..ایدیپوس: بسیار ناهنجار است. باری می‌گویم. من نارواترین بیداد را بر خود هموار کردم. من ستمی ناسزاوار بر خود هموار کردم. خدا می‌داند که اختیاری در کار نبود
.همسرایان: در چه کاری؟
..ایدیپوس: در ازدواجی ننگین به خاطر شرم نادانسته به زناشویی رسوایی دست زدم
.همسرایان: می‌گویند مادرت در این پیوند ننگین همسر تو بود
..ایدیپوس: بیاد آوردن آن در حکم مرگ من است. تازه این دو نیز(آنتیگنه و ایسمنه) از آن منند
.همسرایان: نه
..ایدیپوس: فرزندان نفرین شده
.همسرایان: آه، خدایا
..ایدیپوس: و میوه‌های بطن همان مادر
.همسرایان: دختران تو و
..ایدیپوس: خواهرانم! آه خواهران پدر خود
.همسرایان: آیا پدرت را
..ایدیپوس: باز هم رنجی دیگر و شکنجه‌ای تازه؟
.همسرایان: تو او را کشتی؟
..ایدیپوس: آری اما به حق
.همسرایان: به حق؟
..ایدیپوس: آری (ناشناخته، در راه) کسی را کشتم که می‌خواست مرا بکشد.

## نسب‌شناسی
```
 
کادموس
 - 
هارمونیا

 |
 
پولودوروس (پسر پریاموس)

 | 
منویکیوس

 
لابداکوس
 _________|__________
 | | |
 
لائُس
 - 
لوکاستی
 
کرئون (پادشاه تب)

 |
 
ایدیپ
 - 
لوکاستی

 ___|______________________________
 | | | |
 
اتیوکلیس
 
پولینیکیس
 
آنتیگونی
 
ایسیمنی
```

## معمای اسفنکس

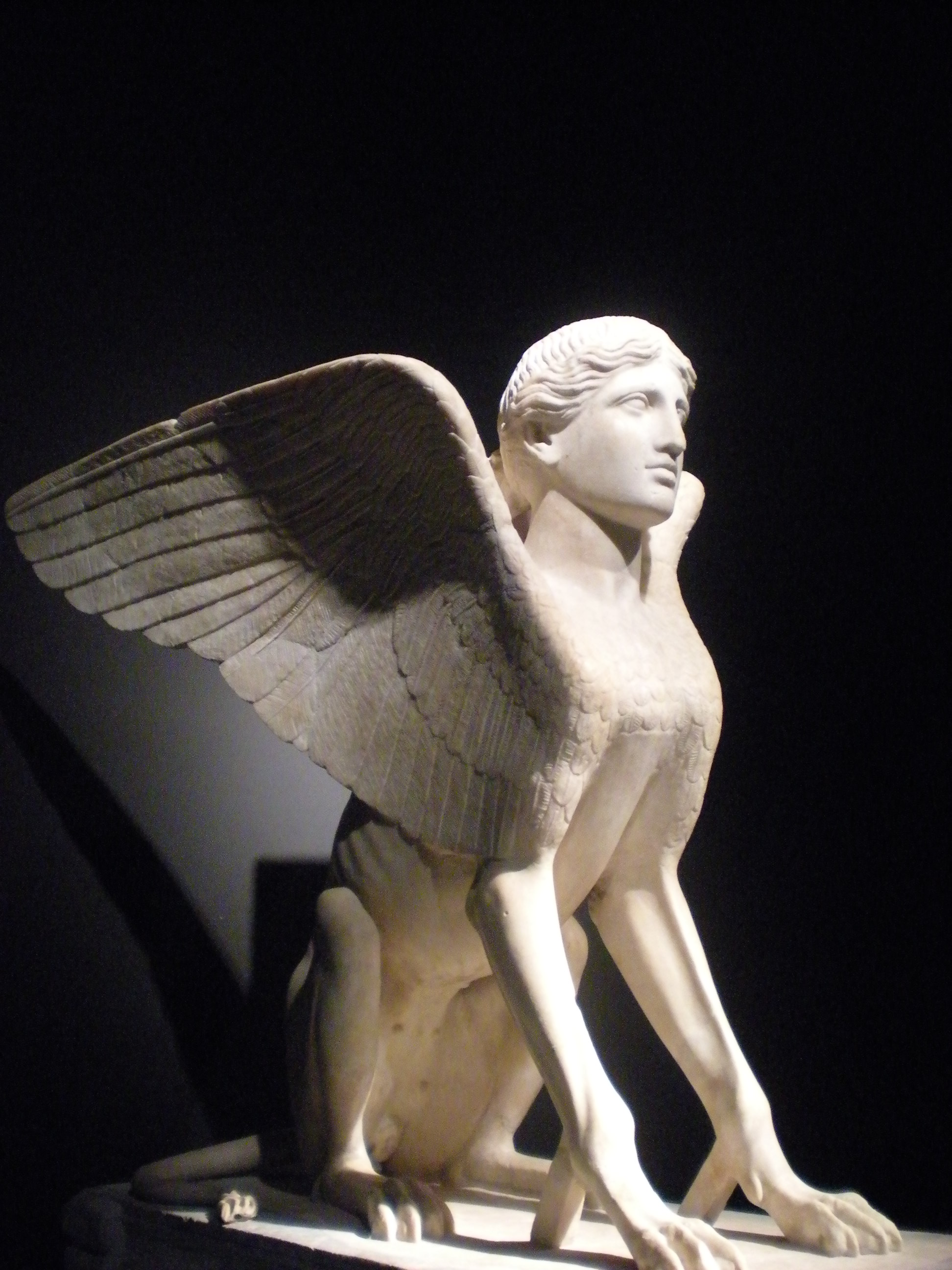
اسفنکس - ۱۳۰ ق. م - موزه بریتانیا

اسفنکس(Sphinx) اهریمنِ تباهی و بلا، یکی از خدایانِ اسطوره‌های یونانی بود. او شیری بود بال‌دار با سر زن و در کوه‌های شهر تب (Theben) در یونان زندگی می‌کرد. تمام مسافرانی که از کنار مامن او رد می‌شدند، باید به معمایی که او طرح می‌کرد، پاسخ می‌گفتند. در غیر این‌صورت اسفنکس آن‌ها را خفه می‌کرد. معمایش این بود: «آن چیست که صبح‌ها چهارپا دارد، ظهرها دو پا و شب‌ها سه پا ؟» ایدیپ جواب معمای او را گفت: «انسان» چرا که در کودکی چهار دست و پا راه می‌رود، وقتی بزرگ شد روی دو پا و در پیری عصا را به کمک می‌گیرد. وقتی ایدیپ معما را حل کرد، اسفنکس از صخره‌اش افتاد و مرد. اکنون تب آزاد، اما سرنوشتِ تراژیکِ ایدیپ تازه آغاز شده بود.

## شکنندگی تجربه بشر
درابتدای داستان ایدیپ فرزند شومی است که همه از خود می‌رانندش، چون بزرگتر می‌شود ناجی شهری می‌گردد که نیازمند انسانی دانا و رازگشا چون اوست، با احترام او را فرمانروای شهر «تب» و لایق تاج وتخت می‌دانند ولی این شادکامی دیری نمی‌پاید و ایدیپ زناکاری که کمر به قتل پدر بسته‌است از اوج به حضیض می‌رسد. خود را کورکرده و راهی دیاری دیگر می‌شود تااینبار نه با چشم سر که با چشم دل باز شاهد نگونبختی خود و دودمانش باشد. قتل برادر به دست برادر و قتل خواهر به دست خواهر و سرانجام مرگ تراژیک آنتیگونی وپایانی بر یک چرخهٔ گرفتار در تقدیر که دانش و تدبیر انسانی در برابرش راه به جایی نمی‌برد.
«انسان‌هایی وجود دارند که در تحت‌ستاره بد اقبالی هستند.»
ایدیپ یکی از این انسان‌هاست. ایدیپ که‌خود را فرزند شانس می‌داند در مقابل‌سرنوشت شکست می‌خورد. سقوط تراژیک هر چه قوی‌تر خواهد بود که‌کاراکتر تراژیک در مرتبه بالاتری قرارگرفته باشد. به نظر می‌رسد که فکر این‌است که پیروزی‌های ایدیپ عامل شکست‌اوست.
ایدیپ هرگز مطلقاً شکست نمی‌خورد. او تلاش می‌کند و این تلاش او را به دریافت نادانسته‌ها راهبری می‌کند. ایدیپ کاراکترخستگی ناپذیری است که هیچ چیز او رامتوقف نمی‌کند.
درست است که سرنوشت او از قبل رقم‌خورده، ولی این خود اوست که سرنوشت رابه انجام می‌رساند؛ و با دست خود چشمش را کور می‌کند.

## بجویید تا بیابید، آنچه را نجویید نیابید

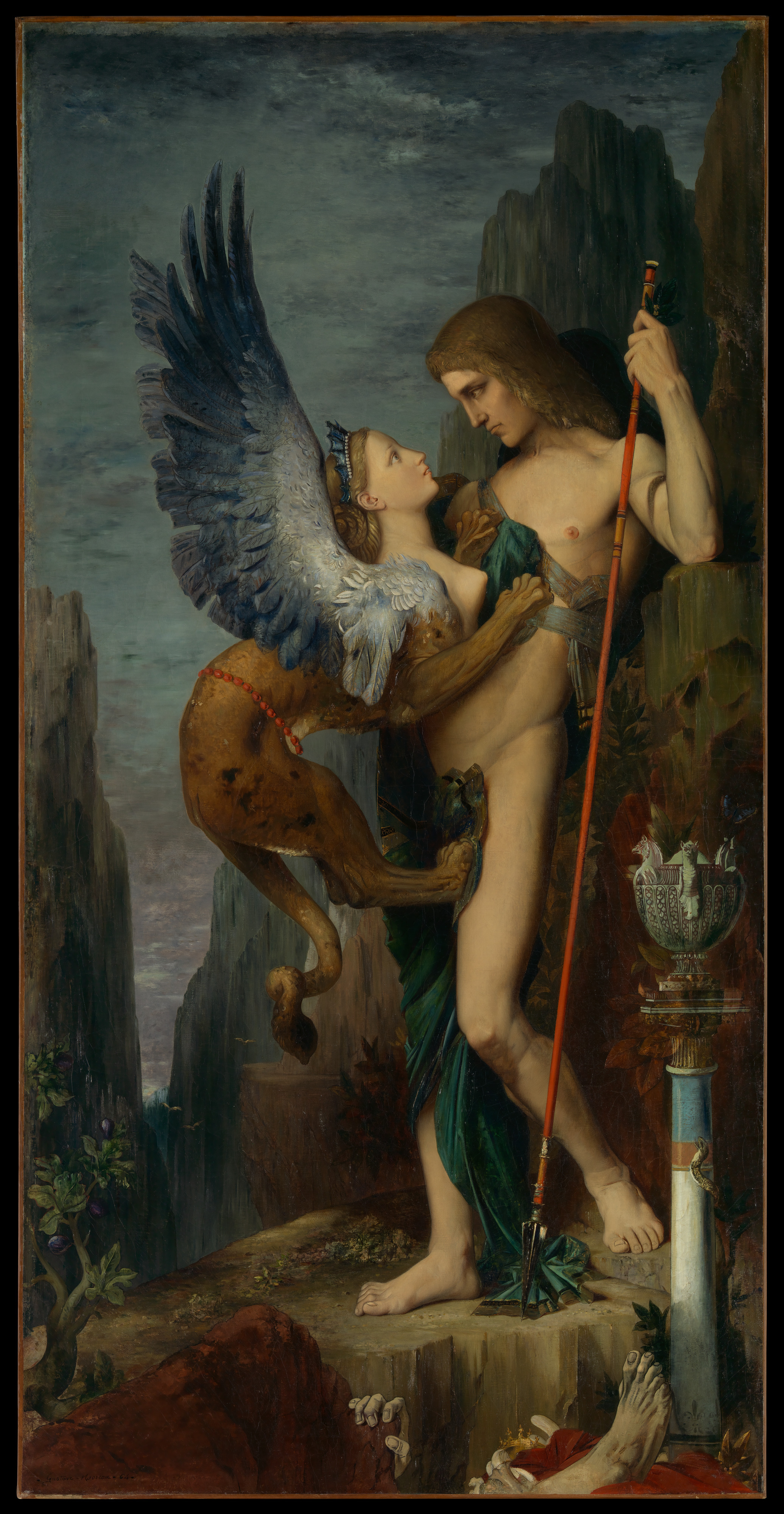
ایدیپ و اسفنکس

از نگاه ارزش‌های یونان باستان، خودشناسی لازمه هر نوع آگاهی و شناخت دیگری است. در معبد آپولون فرمانی نوشته شده بر دیوار که مخاطبش همگان است. همه باید این فرمان را بخوانند و بدانند. فرمان چنین است: «خود را دریاب». اگر این فرمان را پاسخی برای پرسش ایدیپ، یعنی من کیستم او فرض کنیم، بر ریشخند و گمراه‌کننده بودن آن پی خواهیم برد. آگاهی آغاز رنج است نه نقطهٔ غلبه بر آن. آگاهی ایدیپ نتوانسته بود کمترین الزامات آگاهی بخشی را در وی به وجود آورد. ایدیپ، در نهایت، وقتی می‌فهمد کیست، از حمل آن بر دوش‌های خود احساس سنگینی می‌کند. آگاهی که به غیر از تلخکامی چیزی برای وی به ارمغان ندارد.
اگر ایدیپوس به نصایح «تیرز یاس» گوش می‌داد، نه تراژدی اتفاق می‌افتاد و نه درام قابل ادامه بود. ایدیپ به معبد آپولون معتقداست و در نمایشنامه دو بار خواهان‌مشورت و راهنمایی این معبد می‌شود. حتی «لوکاستی» هم هرگز آپولون را زیر سؤال‌نمی‌برد و فقط سعی می‌کند که باور کند که‌پیشگو است که می‌تواند اشتباه کند.
نکته مهم‌تر این است که آپولون وآسمان نیست که مسئول بیچارگی ایدیپ‌است. اگرچه ایدیپ یک بار این گونه فکرمی‌کند و آسمان را مقصر می‌داند. آپولون وپیش‌گویی‌های او فقط مسئله را پیش‌گویی کرده‌اند، و نکته مهم این است که آن‌ها قدرت‌مانع شدن و قدرت خلق سرنوشت ایدیپ راندارند. همان‌طور که لوکاستی اشاره می‌کند: پیشگویی این گونه بوده که لائُس توسط پسری کشته خواهد شد که از او و لوکاستی است. خدایان در ایدیپوس شهریار جز بیانگرچنین سرنوشتی نیستند. آن‌ها فقط سرنوشت را پیشگویی می‌کنند. از سویی‌دیگر آپولون در زمان حاکمیت طاعون درشهر کمک‌کننده و یاریگر ایدیپ هستند. آنهاجواب روشنی در برابر سؤال ایدیپ می‌دهندو دیگر هیچ کاری ندارند.

## فروید و عقده ایدیپ
۱- عقده ایدیپ در پسران
زیگموند فروید معتقد بود که اختلال‌های روان‌رنجوری که بیمارانش از خود نشان می‌دادند از تجارب دوره کودکی آن‌ها سرچشمه گرفته‌است. او تجربیات کودکی را به قدری مهم می‌دانست که گفت، شخصیت فرد بزرگسال در پنج سالگی به‌طور محکم شکل می‌گیرد و متبلور می‌شود. آنچه وی را متقاعد ساخت که این سال‌های نخستین بااهمیت هستند، خاطرات کودکی خود او و خاطراتی که توسط بیماران بزرگسال او فاش می‌شدند بود. فروید تعارض‌های جنسی نیرومندی را در طفل و کودک نورس احساس کرد، تعارض‌هایی که به نظر می‌رسید در اطراف نواحی خاص بدن دور می‌زنند. وی متوجه شد که در سنین مختلف، هر یک از نواحی بدن از نظر مرکز تعارض، اهمیت بیشتری دارد. در هر مرحله رشد شخصیت، تعارضی وجود دارد که باید قبل از اینکه کودک بتواند به مرحله بعدی پیشروی کند حل شود. گاهی اوقات شخص دوست ندارد یا نمی‌تواند از یک مرحله به مرحله بعدی منتقل شود، زیرا تعارض حل نشده‌است یا به این علت که نیازهای وی آنچنان عالی توسط والدینی آسان‌گیر ارضا شده‌اند که کودک نمی‌خواهد پیش برود. در هر دو صورت گفته می‌شود که فرد در این مرحله رشد تثبیت شده‌است. در تثبیت قسمتی از لیبیدو یا انرژی روانی صرف آن مرحله رشد می‌شود و انرژی کمتری برای مراحل بعدی باقی می‌ماند.
در حدود سنین چهار تا پنج سالگی، لیبیدو در محدوده دستگاه تناسلی متمرکز می‌شود. در این سن اغلب دیده می‌شود که توجه کودکان به دستگاه تناسلیشان جلب می‌شود و با دستکاری، از آن لذت می‌برند و در زمینه مسائلی مثل تولد و مسائل جنسی و اینکه چرا پسرها آلت مردی دارند و دخترها ندارند، کنجکاوی نشان می‌دهند.
تعارض مرحله آلتی، آخرین و اساسی‌ترین تعارضی است که کودک باید با آن مواجه شود و با موفقیت آن را حل کند. این تعارض همان خواست ناخودآگاه (ناهشیار) کودک به تملک والد ناهمجنس خود و در عین حال دوری از والد همجنس خود است. فروید، این وضعیت را عقده ایدیپ نامیده‌است.
فروید، عقده ایدیپ را از تجربیات کودکی‌اش تدوین کرده و نوشت: «من در مورد خودم نیز متوجه عشق به مادر و حسادت نسبت به پدر شده‌ام». پسر ترس خود از پدر را در مناسبات تناسلی تعبیر می‌کند و از این می‌ترسد که پدرش اندام خلافکار، یعنی آلت وی را که منبع لذت و تمایلات جنسی اوست قطع کند و از اینرو، اضطراب اختگی ایفای نقش خواهد کرد.
ترس پسر از اختگی، چنان نیرومند است که او مجبور می‌شود میل جنسی خود به مادرش را سرکوب کند. به نظر فروید این شیوه‌ای برای حل کردن عقده ایدیپ است. پسر، محبت پذیرفتنی ترس را جایگزین میل جنسی به مادر می‌کند و همانندسازی نیرومندی را با پدرش ایجاد می‌نماید. وی برای بهتر کردن همانندسازی، می‌کوشد با تقلید کردن از اطوار قالبی، رفتارها، نگرش‌ها و معیارهای فرامن پدر، بیشتر شبیه او شود.

## ۲- عقده ایدیپ در دختران
نظر فروید دربارهٔ تعارض آلت زنانه که برخی از طرفداران او آن را عقدهٔ اِلِکتِرا خوانده‌اند، از وضوح کمتری برخوردار است. فروید در نظریه روانکاوی از داستان الکترا برای توصیف میل ناخودآگاه دختر به از بین بردن مادر و تصاحب پدر در دوره فالیک رشد روانی جنسی استفاده کرده‌است.